# Kee Marcello
Kee Marcello Löfbom, ursprungligen Kjell Hilding Löfbom, född 20 februari 1960 i Ludvika, är en svensk artist, musiker, låtskrivare och producent. Åren 1981–1982 var han gitarrist och producent i Noice, där han träffade Peo Thyrén, och tillsammans bildade de efter bandets uppbrott Easy Action. De blev historiska när de som första svenska akt någonsin 1982 signerade ett internationellt kontrakt med Warner-labeln SIRE, ett av de större amerikanska bolagen. Kontraktet blev verklighet efter ett möte bandets dåvarande manager, Sanji Tandan, hade med Warners Bros-legendaren Seymour Stein på den årliga internationella musikbranschmässan MIDEM i Cannes. Easy Action var verksamma under åren 1983–1986, och släppte två fullängdsskivor, Easy Action (1983) och That Makes One (1986).
Easy Action och Finska Hanoi Rocks var uttalat några av de största inspirationskällorna för banden i den stundande amerikanska Glam-vågen som hade sitt genombrott några år senare med band som exempelvis Mötley Crüe, Poison och Guns N' Roses. Poison blev 1989 stämda av Marcellos musikförlag Warner/Chappell Music för låtstöld av deras debutplattas näst största hit "I Want Action", som var närmast identisk med Easy Actions första hit "We Go Rocking" på debutplattan från 1983. De kom fram till en förlikning där Poison tvingades betala ett stort skadestånd och erkänna att de plagierat låten.
I oktober 1986 blev Marcello tillfrågad om att bli gitarrist i Europe efter att bandets tidigare gitarrist John Norum lämnat bandet.
Marcello blev medlem i bandet precis innan de fick sitt stora internationella genombrott med ’The Final Countdown’ och gjorde således alla de stora världsturnéerna under bandets mest framgångsrika period. Han var gitarrist och låtskrivare på de två följande miljonsäljande skivorna efter The Final Countdown, Out of This World (1988), och Prisoners in Paradise (1992), som båda blev nominerade till stora internationella priser. De vann bland annat det tyska miljonsäljande musikmagasinet Bravos "Otto awards", (före bland andra Metallica, Bon Jovi och Iron Maiden) fyra år i rad, vilken ingen annan artist någonsin har tangerat. Sedan 1995 är Marcello soloartist och både vokalist och gitarrist i sitt Kee Marcello Band där han också skriver text och musik samt producerar.

## Biografi
Kee Marcello är född i Ludvika men uppvuxen i Falun och Umeå. Han fick sin första gitarr när han var 13 år. Han debuterade i Umeå-gruppen Stetson Cody Group, som 1978 fick Rikskonserters stipendium för att spela in en skiva och göra en landsomfattande turné. Under 1979, som 19-åring, lämnade han Umeå tillsammans med kusinen Sven Lövbom, medgitarrist i Stetson Cody, och startade bandet D'Accord i Stockholm. Han blev sedan gitarrist i en sen upplaga av Noice, där han träffade Peo Thyrén. Marcello fick först jobbet som sångare i Noice efter Hasse Carlssons avhopp men hans norrländska uttal ansågs senare inte passa i bandet. År 1983 startade Marcello och Thyrén Easy Action. Sångare var Zinny Zan, som senare ersattes av Tommy Nilsson. Övriga medlemmar var Danny Wilde, gitarr (senare ersatt av Chris Lynn) och Fredrik von Gerber, trummor. De spelade in skivorna Easy Action 1983 och That Makes One 1986. Easy Action blev det första svenska hårdrocksbandet som skrev kontrakt direkt med ett amerikanskt storbolag. År 1983 skrevs det historiska kontraktet med Seymour Stein, grundare och president för Warner Bros-etiketten SIRE, och den självbetitlade plattan släpptes över hela världen.
År 1985 samlade Marcello och journalisten Stefan Johansson den dåvarande svenska hårdrockseliten för ett välgörenhetsprojekt som kallades Swedish Metal Aid i samarbete med Bob Geldof och Röda Korset och spelade in låten "Give a Helping Hand". Den skrevs av Joey Tempest i Europe och arrangerades och producerades av Marcello, vid tidpunkten fortfarande medlem i Easy Action. Marcello arbetade under delar av 1980- och 1990-talen med Mikael Rickfors, och producerade/spelade gitarr på dennes skivor Hearthunters från 1985, Rickfors från 1986 och Happy Man Don't Kill från 1997.

### Europe
I oktober 1986 blev Marcello tillfrågad att ersätta Europes gitarrist John Norum, som hade lämnat bandet tidigare samma år. Samarbetet mellan Marcello och Tempest på ’Swedish Metal Aid’ 1985 blev förmodligen avgörande för valet av Marcello. Som ny medlem i bandet köpte han ut Norums royaltyandelar i de tre första albumen ’Europe’, ’Wings of Tomorrow’ och ’The Final Countdown’. Marcello blev tongivande på den kommande ’The Final Countdown World Tour’ som var bandets första stadiumturné, och tog dem till de största arenorna runt världen. Han var sedan gitarrist och låtskrivare på de följande multimiljonsäljande skivorna Out of This World 1988, och Prisoners in Paradise 1991.

### Efter Europe
Marcellos första soloalbum Shine On kom 1995, och han har sedan dess släppt albumen Melon Demon Divine, "Redux: Europe", "Judas Kiss" och ”Scaling Up”. I Melodifestivalen 2005 framförde han en duett med Alannah Myles. Han har samarbetat med In Flames och spelade solo på låten "Coerced Coexistence" på deras album Colony. 
År 2011 publicerades Marcellos självbiografi Rockstjärnan Gud glömde. Den skrevs tillsammans med Stefan Johansson.
År 2013 och 2014 spelade Marcello en specialskriven roll som sig själv i den svenska uppsättningen av Rock of Ages som gick två säsonger på Chinateatern i Stockholm och en säsong på Rondo i Göteborg. År 2015 medverkade och vann Marcello TV4:s program Stjärnkusken, där kända personer ska lära sig att bli en duktig kusk.

## Diskografi
- 1978 – Stetson Cody Group – Rikskonserters Jazz/Rock 1978
- 1982 – Noice – Europa
- 1983 – Easy Action – Easy Action
- 1984 – Niclas Wahlgren – Niclas Wahlgren
- 1985 – Mikael Rickfors – Hearthunters
- 1986 – Mikael Rickfors – Rickfors
- 1986 – Easy Action – That Makes One
- 1988 – Europe – Out of This World
- 1991 – Europe – Prisoners in Paradise
- 1993 – Red Fun – Red Fun
- 1995 – Kee Marcello – Shine On
- 1997 – Mikael Rickfors – Happy Man Don't Kill
- 2004 – Europe – Rock the Night: The Very Best of Europe
- 2004 – Kee Marcello – Melon Demon Divine
- 2011 – Kee Marcello – Redux: Europe
- 2013 – Kee Marcello – Judas Kiss
- 2016 – Kee Marcello - Scaling Up
- 2017 – Kee of Hearts (Kee Marcello & Tommy Heart)
- 2021 – Out Of This World (Kee Marcello & Tommy Heart)